# Gare de Mortcerf
Gare de Mortcerf vasútállomás Franciaországban, Mortcerf településen.

## Vasútvonalak
Az állomást az alábbi vasútvonalak érintik:
- Gretz-Armainvilliers-Sézanne-vasútvonal

## Kapcsolódó állomások
A vasútállomáshoz az alábbi állomások vannak a legközelebb:
- Gare de Marles-en-Brie (Paris Gare de l’Est, Line P)
- Gare de Guérard - La Celle-sur-Morin (Gare de Coulommiers, Line P)